# Хомер (Луизијана)
Хомер (енгл. Homer) град је у америчкој савезној држави Луизијана.

## Демографија
По попису из 2010. године број становника је 3.237, што је 551 (-14,5%) становника мање него 2000. године.
| Група             | 2000.         | 2010.         |
| Белци             | 1.426 (37,6%) | 1.056 (32,6%) |
| Афроамериканци    | 2.322 (61,3%) | 2.082 (64,3%) |
| Азијати           | 8 (0,2%)      | 27 (0,8%)     |
| Хиспаноамериканци | 34 (0,9%)     | 45 (1,4%)     |
| Укупно            | 3.788         | 3.237         |